# Municipio de Washington (condado de Lafayette)
El municipio de Washington (en inglés: Washington Township) es un municipio ubicado en el condado de Lafayette en el estado estadounidense de Misuri. En el año 2010 tenía una población de 2864 habitantes y una densidad poblacional de 10,92 personas por km².

## Geografía
El municipio de Washington se encuentra ubicado en las coordenadas 39°0′5″N 93°51′47″O / 39.00139, -93.86306. Según la Oficina del Censo de los Estados Unidos, el municipio tiene una superficie total de 262.25 km², de la cual 260,11 km² corresponden a tierra firme y (0,81 %) 2,13 km² es agua.

## Demografía
Según el censo de 2010, había 2864 personas residiendo en el municipio de Washington. La densidad de población era de 10,92 hab./km². De los 2864 habitantes, el municipio de Washington estaba compuesto por el 94,52 % blancos, el 1,12 % eran afroamericanos, el 0,8 % eran amerindios, el 0,66 % eran asiáticos, el 0,77 % eran de otras razas y el 2,13 % eran de una mezcla de razas. Del total de la población el 1,82 % eran hispanos o latinos de cualquier raza.